# Igor Matvienko
Igor Igorevich Matvienko (en ruso: Игорь Игоревич Матвиенко; nacido el 6 de febrero de 1960 en Moscú, RSFSR) es un productor y compositor soviético y ruso, fundador de las bandas Lyube, Ivanushki International, Korni, Fabrika y KuBa. También fue el productor de los cantantes Zhenya Belousov, Victoria Dayneko, Irson Kudikova, Sati Kazanova y otros.

## Composiciones
Igor Matvienko escribió muchas canciones en colaboración con Alexander Shaganov. En 2016, Matvienko escribió el himno de las Fuerzas Terrestres Rusas (¡Adelante, infantería!). Varias canciones fueron escritas en colaboración con el poeta Mikhail Andreev.

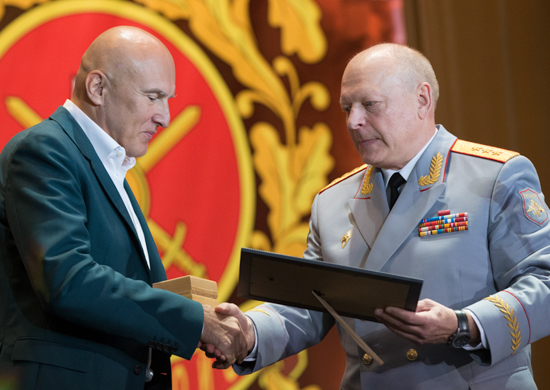
Matvienko con el Comandante en Jefe de las Fuerzas Terrestres Oleg Salyukov durante la presentación del himno de las Fuerzas Terrestres rusas el 1 de octubre de 2016